# Espat
Espat és un terme emprat antigament en mineria o en mineralogia per referir-se als cristalls que tenen cares fàcilment discernibles. Un espat es trencarà fàcilment o s'exfoliarà en fragments romboides, cúbics o laminats, amb superfícies brillants llises.
Els "minerals espats" va ser una denominació rebuda històricament entre miners i alquimistes per a qualsevol mineral no metàl·lic semblant al guix, conegut en anglès antic com spærstān, pedra de llança, referint-se a les seves projeccions cristal·lines. Així, la paraula spar en mineralogia té la mateixa arrel que "llança", a manera de comparació amb el guix, com un cristall natural comú que es forma en projeccions en forma de llança.
Actualment el terme s'utilitza sovint només per expressar qualsevol substància cristal·lina brillant. Amb freqüència s'empra "espat" per descriure minerals no metàl·lics de color clar, com el feldespat, la calcita o la barita. A la barita (BaSO₄), la principal font de bari, també se l'anomena "espat pesat" (grec "barys" significa "pesat").

## Formació sota l'aigua
En general, es formarà un espat sota l'aigua, ja sigui en una zona freàtica, o per sota del nivell freàtic, el lloc essencial on es formen la majoria de les coves oa les piscines de peu, piscina travesser. Si s'inunda la cova i es forma una piscina, que submergeix estalactites, una formació coneguda com a bottlebrushes pot formar uns components minerals en l'aigua, principalment calcita o guix, però de vegades fins i tot halita, el quars i fluorita, es dipositen en el transcurs de milers d'anys, la construcció de cada altra.

## Formació a l'aire
De vegades, es formarà pal en l'aire a causa de les solucions que es filtren fora de les parets de la cova oa través dels sediments porosos. Quan es conrea en l'aire, es fa sovint de guix o selenito. De vegades es forma com petites agulles que es troben en els sediments. Altres pal es troben en les puntes de guix llums d'aranya.